# Hydrornis elliotii
La pita de Elliot (Hydrornis elliotii) es un ave de la familia Pittidae. Se encuentra en Camboya, Laos, Tailandia, y Vietnam. Su hábitat natural son los bosques bajos subteopicales o tropicales.